# Олек, Анна Монта
Анна Монта Олек (нем. Anna Monta Olek; род. 21 августа 2002) — немецкая дзюдоистка, серебряный призёр чемпионата мира 2025 года, двукратный призёр чемпионата Европы 2025 года.

## Биография
Анна Монта Олек борется в весовой категории до 78 килограммов и представляет Германию на международной спортивной арене.
В 2024 году немецкая спортсменка одержала победу на турнире серии Большой шлем в Абу-Даби, а в 2025 году выиграла аналогичный турнир в Баку в весовой категории до 78 кг.
Весной 2025 года на чемпионате Европы, который состоялся в Черногории, Олек завоевала серебряную медаль, в поединке за титул уступила спортсменке из Португалии Патрисии Сампаю. В смешанном командном турнире в составе сборной Германии завоевала бронзовую медаль.
В июне 2025 года на чемпионате мира в Будапеште в весовой категории до 78 кг завоевала серебряную медаль. В схватке за титул уступила сопернице из Италии Аличе Белланди.